# Freddie Timms
Freddie Timms, né en 1946 dans la région de Kimberley et mort en 2017, est un artiste aborigène australien.

## Biographie
Timms a commencé la peinture sur toile dans les années 1990 à Turkey Creek / Warmun dans la région de Kimberley en Australie-Occidentale,,,.
En 2002, Timms s’est impliqué dans une controverse qui a débuté lorsque l'écrivain Keith Windschuttle a déclaré dans The Fabrication of Aboriginal History, Volume One: Van Diemen's Land 1803-1847 (L'invention de l'histoire aborigène ), que les allégations formulées par certains historiens à propos du génocide des populations autochtones par les propriétaires terriens blancs étaient fausses. Les arguments de Windschuttle faisaient partie d'un débat plus large sur l’historiographie indigène australienne et les conflits entre les Australiens autochtones et non-autochtones pendant la Guerre noire .
Au cœur du débat le fait que certains auteurs, Windschuttle compris, privilégiaient l’histoire écrite et enregistrée par les Australiens blancs plutôt que l'histoire orale des peuples autochtones. Ces récits oraux racontent le massacre des populations autochtones parmi lesquelles des membres de la famille de Timms dans un endroit appelé Mistake Creek. Irrité par les affirmations de Windschuttle et d’autres auteurs, Timms avec plusieurs autres artistes dont Paddy Bedford a commencé à créer des peintures documentant les événements enregistrés dans la tradition orale aborigène,,. 
Ces peintures ont donné lieu en 2003  à une exposition Le Sang sur le spinifex au Musée d'Art Ian Potter de Melbourne.
Timms a collaboré avec l'ancien galeriste Tony Oliver et d'autres pour créer Jirrawun Arts, une société établie pour aider le développement et la vente d'œuvres d'artistes autochtones de la région de Kimberley. En 2007, la société est devenue l’une des rares entreprises à financement privé, détenue et contrôlée par des autochtones, rentable et opérant dans le domaine de l'art indigène,,.